# 12 (فلم)
12 فيلم جريمة من المخرج والممثل الروسي نيكيتا ميخالكوڤ. عُرض الفيلم في مهرجان فينيسيا السينمائي, أين ميخالكوڤ قد فاز الأسد الخاص للعمل الكلي. إن الفيلم نسخة من مسرحية رگينالد روز, اثنا عشر رجل غاضب, ونسخة جديدة لفيلم سيدني لوميت، 12 رجل غاضب.

## الرواية
تقرر هيئة المحلفين ما إذا كان صبي شيشاني شاب مذنب في قتل زوج والدته، الذي كان ضابط عسكري روسي. في البداية كان يبدو أن الصبي هو القاتل. ولكن، أحد أعضاء هيئة المحلفين (سرگي ماكوڤتسكي) صوت لصالح تبريئه. إذ لابد من جعل الحكم إجماعي، هيئة المحلفين تعيد النظر في القضية، واحدا تلو الآخر يأتون إلى الاستنتاج أن الصبي تصاغ. تم تنفيذ عملية القتل من قبل مجرمين يعملون في أعمال البناء. توقف مرارا وتكرارا المناقشة لتتبدل بذكريات ماضية من طفولة الصبي في زمن الحرب.
في النهاية رئيس المحلفين يقول أنه واثق من أن الصبي لم يرتكب الجريمة لكنه لن يصوت لصالح لان الصبي البرئ سيقتل في وقت لاحق من نفس المجرمين. بالإضافة إلى ذلك، يكشف رئيس المحلفين أنه ضابط سابق في وكالة الاستخبارات. بعد جدل قصير، رئيس المحلفين يوافق على الانضمام إلى الأغلبية. في وقت لاحق رئيس المحلفين يخبر الصبي أنه سيجد القتلة.

## طاقم الممثلين
- سرگي ماكوڤتسكي - محلف 1
- نيكيتا ميخالكوڤ - محلف 2
- سرگي گرماش - محلف 3
- ڤالينتين گافت - محلف 4
- ألكسي پترينكو - محلف 5
- يوري ستويانوڤ - محلف 6
- سرگي چزاروڤ - محلف 7
- ميخايل يفريموڤ - محلف 8
- ألكسي گوربونوڤ - محلف 9
- سرگي أرتسيباشيڤ - محلف 10
- ڤيكتور ڤرژبتسكي - محلف 11
- رومان مديانوڤ - محلف 12
- ألكساندر أداباشيان - بيليڤ
- أپتي ماگامايڤ - الصبي الشيشاني

## وصلات خارجية
- مقالات تستعمل روابط فنية بلا صلة مع ويكي بيانات